# 脫掉基督的外衣
《脫掉基督的外衣》 （拉丁語：Exspolĭum）是1577年夏至1579年春艾爾·葛雷柯為托莱多主教座堂的祭衣间繪製的一幅畫作，現在仍然懸挂在原來的地點。2013年因爲教堂翻修，曾一度在普拉多博物馆展出，2014年返回原處。此畫是艾爾·葛雷柯的名作之一，委托人是畫家朋友之父、也就是托莱多主教座堂長老迪亞哥（Diego de Castilla），在創作此畫時畫家也在為迪亞哥繪製另一幅作品《Santo Domingo el Antiguo》。